# Gotha Andersen
Oskar Johannes Gotha Andersen (* 29. Januar 1921 in Kopenhagen; † 12. März 1984 in Sundby, Amager) war ein dänischer Schauspieler, Drehbuchautor und Lehrer.

## Leben
Gotha Andersen wuchs in Kopenhagen auf. Nach seinem Abitur war er beruflich über viele Jahre hinweg als Lehrer an Schulen tätig, zuletzt als Oberlehrer.
Im Jahr 1948 hatte Andersen sein Debüt als Darsteller beim Theater. Von 1951 bis zu seinem Tod im Jahr 1984 wirkte Andersen als Schauspieler in über 50 Film- und-Fernsehproduktionen mit. Neben einigen ernsteren Rollenangeboten wurde Andersen dabei oftmals auch in skurrilen Nebenrollen im komödiantischen Fach besetzt. Er spielte auch in zwei Filmen der Olsenbande-Reihe mit. Zudem betätigte er sich auch als Synchronsprecher für ausländische Zeichentrickfilme. Auch als Drehbuchautor beteiligte er sich an einigen Produktionen. So u. a. auch für die beliebte dänische Serie Oh, diese Mieter! (1970–1977), wo er zugleich auch in fünf Folgen selbst als Darsteller in Erscheinung trat. Seine letzte Rolle spielte er als Richter in dem Film The Element of Crime unter der Regie von Lars von Trier.
Gotha Andersen starb am 12. März 1984 im Alter von 63 Jahren. Seine Grabstätte befindet sich in Sundby auf der Insel Amager.

## Filmografie (Auswahl)
- 1951: Nalen
- 1965: Format 18×24
- 1969: Sorover Sally
- 1970: Rend mig i revolutionen
- 1970: Svend, Knud und Valdemar
- 1970–1974: Oh, diese Mieter! (Huset på Christianshavn, Fernsehserie, 5 Folgen)
- 1971: Jonas
- 1971: Mutti, Mutti, er hat doch gebohrt (Tandlæge på sengekanten)
- 1971: Ballade på Christianshavn
- 1972: Das fröhliche Bordell (Bordellet)
- 1972: Operation Kirsebærsten
- 1972: Die Olsenbande und ihr großer Coup (Olsen-bandens store kup)
- 1973: Dr. Knock
- 1973: Die Olsenbande läuft Amok (Olsen-banden går amok)
- 1975: Gas
- 1978: Red beset
- 1978: Agent 69 (Agent 69 Jensen i Skyttens tegn)
- 1980: Der kleine Virgil und Orla, der Froschschnapper (Lille Virgil og Orla Frøsnapper)
- 1982: Thorvald und Linda (Thorvald og Linda)
- 1983: Een store Familie (Sitcom, 1 Folge)
- 1984: The Element of Crime (Forbrydelsens element)